# هيرو ماتسودا
هيرو ماتسودا (باليابانية: ヒロ・マツダ) هو مصارع رياضي ياباني، ولد في 22 يوليو 1937 في تسورومي-كو في اليابان، وتوفي في 27 نوفمبر 1999 في تامبا في الولايات المتحدة بسبب سرطان القولون.

## وصلات خارجية
- هيرو ماتسودا على موقع دبليو دبليو إي (الإنجليزية)
- هيرو ماتسودا على موقع CageMatch worker (الإنجليزية)
- هيرو ماتسودا على موقع عالم المصارعة على الإنترنت (الإنجليزية)
- هيرو ماتسودا على موقع عالم المصارعة على الإنترنت (الإنجليزية)

- هيرو ماتسودا على موقع IMDb (الإنجليزية)
- هيرو ماتسودا على موقع قاعدة بيانات الفيلم (الإنجليزية)